# Championnat d'Albanie de football 2018-2019
Navigation
Édition précédente Édition suivante
La saison 2018-2019 de Kategoria Superiore (ou Super Ligue Albanaise) est la 80e édition du championnat d'Albanie de football et la 19e saison sous son nom actuel. Les dix meilleurs clubs du pays sont regroupés au sein d'une poule unique où ils affrontent quatre fois leurs adversaires. En fin de saison, les deux derniers du classement sont relégués et remplacés par les deux meilleurs clubs de Kategoria e parë, la deuxième division albanaise.
Skenderbeu Korçë, sacré à l'issue de la saison 2017-2018, défend son titre mais ne peut participer à la Ligue des Champions à la suite d'une décision de l'Uefa.

## Participants
| \| Flamurtari Kukës Laç Partizani Skënderbeu Teuta KF Tirana Gjirokastër Kastrioti FC Kamza \| Localisation des clubs engagés dans le championnat. |
| Flamurtari Kukës Laç Partizani Skënderbeu Teuta KF Tirana Gjirokastër Kastrioti FC Kamza                                                           |

| Equipe                | Ville       | Stade                 | Capacité | Classement 2017-2018 |
| --------------------- | ----------- | --------------------- | -------- | -------------------- |
| Flamurtari Vlorë      | Vlora       | Flamurtari Stadium    | 8,200    | 6ème                 |
| Kamza                 | Kamëz       | Kamëz Stadium         | 5,500    | 7ème                 |
| Kukësi                | Kukës       | Elbasan Arena         | 12,500   | 2ème                 |
| Laçi                  | Laç         | Laçi Stadium          | 4,300    | 4ème                 |
| Skënderbeu Korçë      | Korçë       | Skënderbeu Stadium    | 8,724    | Tenant du titre      |
| Partizani Tirana      | Tirana      | Stade Selman-Stërmasi | 12,500   | 5ème                 |
| Teuta Durrës          | Durrës      | Niko Dovana Stadium   | 12,400   | 8ème                 |
| KF Tirana             | Tirana      | Stade Selman-Stërmasi | 12,500   | Promu                |
| Luftëtari Gjirokastër | Gjirokastër | Gjirokastra Stadium   | 8,400    | 3ème                 |
| KS Kastrioti Krujë    | Krujë       | Stade Redi Maloku     | 3,000    | Promu                |

- Pour la saison 2018-2019 le FK Kukës joue ses matchs à domicile à l'Elbasan Arena à Elbasan.

## Classement
Le classement est établi sur le barème de points classique (victoire à 3 points, match nul à 1, défaite à 0). Pour départager les égalités, on tient d'abord compte des confrontations directes, puis de la différence de buts générale, puis du nombre de buts marqués, puis  et enfin si la qualification ou la relégation est en jeu, les deux équipes jouent une rencontre d'appui sur terrain neutre.
| Rang | Équipe                | Pts | J  | G  | N  | P  | Bp | Bc | Diff |
| ---- | --------------------- | --- | -- | -- | -- | -- | -- | -- | ---- |
| 1    | FK Partizani Tirana   | 70  | 36 | 20 | 10 | 6  | 45 | 22 | +23  |
| 2    | FK Kukës C            | 59  | 36 | 17 | 8  | 11 | 42 | 29 | +13  |
| 3    | KF Teuta Durrës       | 57  | 36 | 15 | 12 | 9  | 43 | 36 | +7   |
| 4    | KF Skënderbeu KorçëT  | 55  | 36 | 17 | 4  | 15 | 45 | 30 | +15  |
| 5    | KS Flamurtari Vlorë   | 54  | 36 | 15 | 9  | 12 | 35 | 32 | +3   |
| 6    | KF Laç                | 49  | 36 | 12 | 13 | 11 | 33 | 30 | +3   |
| 7    | KF TiranaP            | 47  | 36 | 12 | 11 | 13 | 44 | 35 | +9   |
| 8    | Luftëtari Gjirokastër | 47  | 36 | 13 | 8  | 15 | 37 | 39 | -2   |
| 9    | KS Kastrioti Krujë P  | 42  | 36 | 12 | 6  | 18 | 35 | 53 | -18  |
| 10   | FC Kamza              | 17  | 36 | 4  | 5  | 27 | 13 | 66 | -53  |

|  | Qualification pour la Ligue des champions de l'UEFA 2019-2020           |
|  | Qualification pour la Ligue Europa 2019-2020                            |
|  | Relégation directe en deuxième division                                 |
|  | T : Tenant du titre C : Vainqueur de la Coupe d'Albanie P : Promu de D2 |

1. ↑  Le KF Skënderbeu Korçë est interdit de compétition européenne à la suite d'une affaire de matchs truqués[2],[3].
2. ↑  Le KS Flamurtari Vlorë et le KF Tirana ne parviennent pas à obtenir de licence UEFA[4].

- À la suite de l'agression d'un arbitre lors de la 24e journée, après le match FC Kamza contre KF Laç, le club de Kamza est exclu du championnat toutes les rencontres restantes sont validées 3-0 pour les adversaires de Kamza[5].

## Bilan de la saison
| Championnat d'Albanie de football 2018-2019 |                                 |
| Champion                                    | FK Partizani Tirana (16e titre) |
| Coupes et trophées                          |                                 |
| Vainqueur de la Coupe d'Albanie 2018-2019   | FK Kukës                        |
| Qualifications continentales                |                                 |
| Ligue des champions 2019-2020               | FK Partizani Tirana             |
| Ligue Europa 2019-2020                      | FK Kukës                        |
| Ligue Europa 2019-2020                      | KF Teuta Durrës                 |
| Ligue Europa 2019-2020                      | KF Laç                          |
| Promotions et relégations                   |                                 |
| Promus en Kategoria Superiore               | KF Vllaznia Shkodër             |
| Promus en Kategoria Superiore               | KS Bylis Ballsh                 |
| Relégués en Kategoria e parë                | FC Kamza (exclu)                |
| Relégués en Kategoria e parë                | KS Kastrioti Krujë              |